# مهندس پرواز

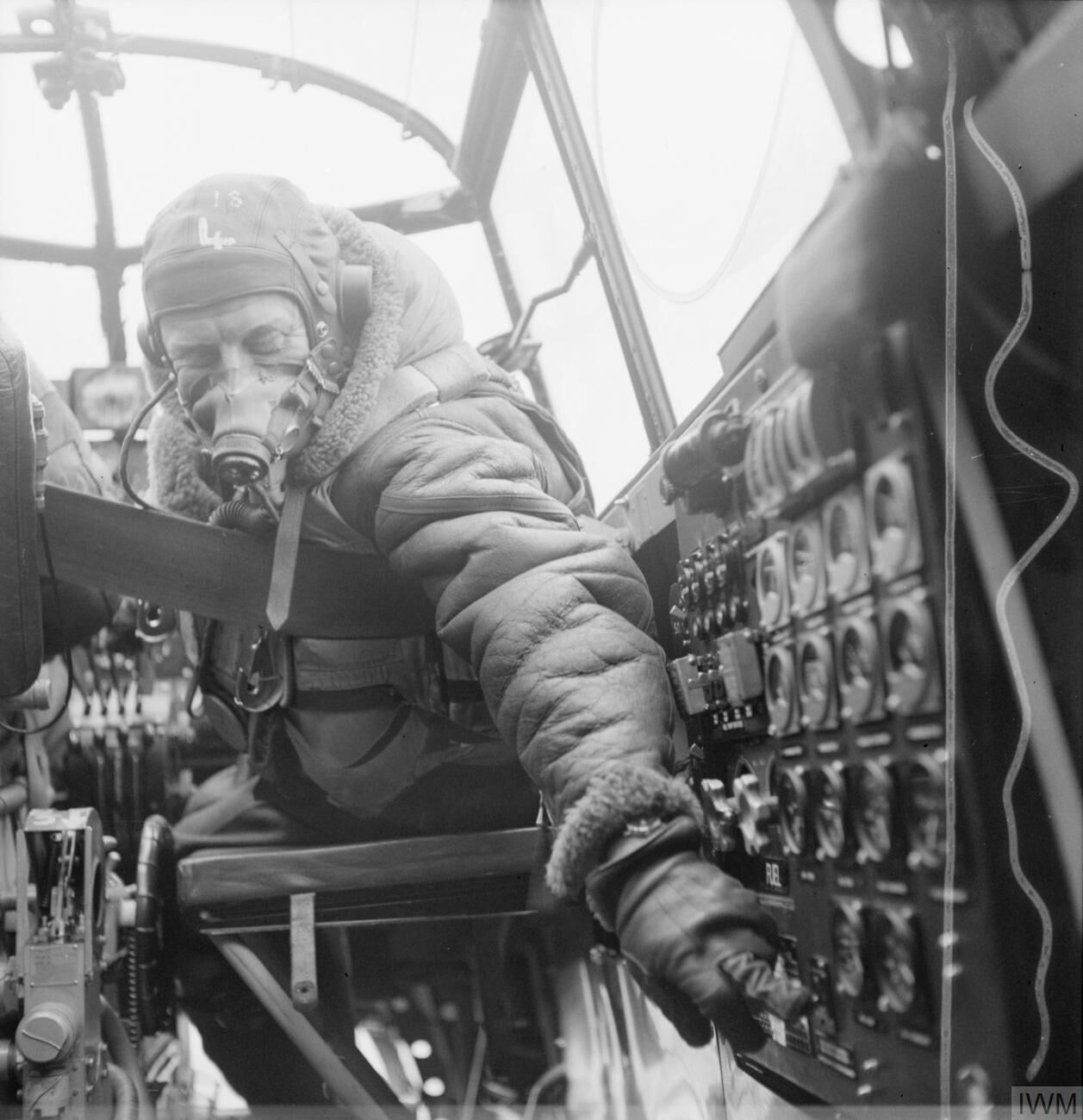
یک مهندس پرواز در آورو لانکاستر تنظیمات روی صفحهٔ کنترل را از روی صندلی خود در کابین چک می‌کند

یک مهندس پرواز (FE)، عضوی از خدمه پرواز هواپیما است که سیستم‌های پیچیدهٔ هواپیما را نظارت و اجرا می‌کند. در دوران اولیهٔ هوانوردی، گاهی از این موقعیت با عنوان «مکانیک هوایی» یاد می‌شد. هنوز هم می‌توان مهندسان پرواز را در برخی از هواپیماهای ثابت‌بال و هلیکوپترهای بزرگ‌تر یافت. موقعیت خدمهٔ مشابهی نیز در برخی از فضاپیماها وجود دارد. در اکثر هواپیماهای مدرن، سیستم‌های پیچیدهٔ آن‌ها توسط ریزپردازنده‌های الکترونیکی و رایانه‌ها نظارت و تنظیم می‌شوند و در نتیجه موقعیت مهندس پرواز حذف می‌شود.
در گذشته، بیشتر هواپیماهای بزرگ، با محلی برای استقرار مهندس پرواز طراحی و ساخته می‌شدند. برای هواپیماهای غیرنظامی چهار موتوره مانند بوئینگ ۳۰۷ استراتولاینر، بویینگ ۳۷۷، داگلاس دی‌سی-۴ و داگلاس دی‌سی-۶ و مدل‌های قدیمی جت‌های سه و چهارموتورهٔ لاکهید ال-۱۰۱۱ تری‌استار، بوئینگ ۷۰۷، ۷۲۷، ۷۴۷، دی‌سی-۸ و دی‌سی-۱۰ به مهندسان پرواز نیاز بود. جت دوموتوره کوچک‌تر دی‌سی-۹ و بوئینگ ۷۳۷، چندان پیچیده نبودند که به یک مهندس پرواز نیاز داشته باشند، بعدها جت‌های بزرگ دو، سه و چهارموتورهٔ ایرباس ای۳۰۰، مک‌دانل داگلاس ام‌دی-۱۱، بوئینگ ۷۴۷–۴۰۰ و انواع جدیدتر به گونه‌ای طراحی شدند که دیگر نیازی به مهندس پرواز، نداشتند.

## تاریخچه
به‌منظور اختصاص فردی برای نظارت بر موتورهای هواپیما و سایر سیستم‌های حیاتی پروازی، موقعیت «مهندس پرواز» (FE) ایجاد شد. مهندس پرواز در واقع پرواز هواپیما را مستقیماً کنترل و هدایت نمی‌کند اما دارای یک پانل کنترل تخصصی است که امکان نظارت و کنترل سیستم‌های مختلف هواپیما را فراهم می‌کند؛ بنابراین مهندس پرواز عضوی ثابت از خدمه پرواز است که در تمام مراحل پرواز، با دو خلبان همکاری می‌کند.
به‌طور سنتی، موقعیت مهندس پرواز معمولاً در کابین اصلی پرواز در هواپیماهای قدیمی و درست پشت خلبان و کمک خلبان و نزدیک به ناوبر قرار می‌گرفت. نخستین هواپیمای نظامی ایالات متحده دارای مهندس پرواز، کانسولیدیتد پی‌بی‌وای بود که در سال ۱۹۳۶ به خدمت نیروی دریایی معرفی شد.
نخستین هواپیمای تجاری که شامل جایگاه مهندسی پرواز بود، بوئینگ ۳۰۷ استراتولاینر بود، اما تنها ۱۰ فروند هواپیما از آن نوع، تا پیش از شروع جنگ جهانی دوم ساخته شد. در طول جنگ، بمب افکن‌های آورو لانکاستر و هندلی‌پیج هالیفاکس، از مهندس پرواز استفاده می‌کردند، زیرا این هواپیماهای بزرگ، تنها یک خلبان داشتند. نخستین عملیات نظامی متفقین در طول جنگ جهانی دوم، با حضور مهندسین پرواز، در فوریهٔ ۱۹۴۱ با بمب‌افکن شورت استرلینگ انجام شد. این هواپیما، نخستین بمب‌افکن چهارموتورهٔ مورد استفاده نیروی هوایی سلطنتی بریتانیا در این جنگ بود.

## وظایف

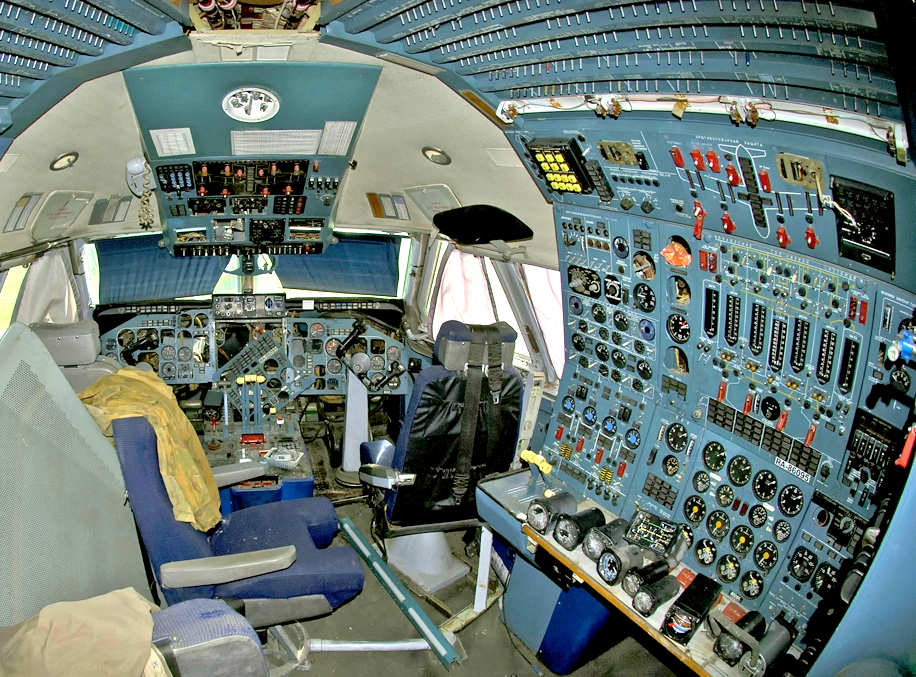
کابین خلبان یک هواپیمای چهارموتورهٔ غیرعملیاتی ایلیوشین ایل-۸۶ با جایگاه مهندس پرواز آن در سمت راست

مهندس پرواز اساساً به کارکرد و نظارت بر همهٔ سیستم‌های هواپیما می‌پردازد و ملزم به تشخیص و در صورت امکان، تصحیح یا حذف هرگونه نقصی است که ممکن است ایجاد شود. در بیشتر هواپیماهای چندموتوره، مهندس پرواز قدرت موتور را در هنگام برخاستن، صعود، کروز، دور زدن یا هر زمانی که خلبان درخواست می‌کند، را تنظیم می‌کند. مواردی از جمله سوخت، فشار و تهویهٔ مطبوع، هیدرولیک، الکتریکی (ژنراتورهای موتور و واحد توان کمکی)، کمپرسور توربین گاز/موتور توربین هوا (APU, GTC, ATM)، حفاظت از سیستم‌ها در مقابل حرارت بالا و آتش، کنترل سیستم خنک‌کنندهٔ مایع، سیستم خنک‌کننده عبوری، سیستم خنک‌کننده هوای اجباری و کنترل‌های پروازی برقی، از دیگر وظایف مهندس پرواز است.
مهندسین پرواز، همچنین مسئول بازرسی هواپیماها پیش و پس از پرواز هستند و باید اطمینان حاصل کنند که وزن و تعادل هواپیما به‌درستی محاسبه شده‌است تا مرکز ثقل در محدودهٔ مناسبی باشد. جایگاه مهندس پرواز، در همان کابین خلبان، درست پشت دو خلبان قرار دارد. مهندس پرواز همچنین مسیر پرواز، سرعت و ارتفاع هواپیما را زیر نظر دارند. مهندس پرواز متخصص سیستم‌های هواپیما با دانش مکانیکی و فنی گسترده از سیستم‌های هواپیما و عملکرد هواپیما است. در برخی از هواپیماهای نظامی مانند سی-۵ گالکسی، ئی-۳ سنتری، کی‌سی-۱۰ اکستندر) مهندس پرواز در پشت کمک‌خلبان در کابین خلبان، رو به خارج از هواپیما قرار می‌گیرد تا با پانل سوئیچ‌ها، گیج‌ها و نشانگرها کار کند یا در توپولف تو-۱۳۴ مهندس پرواز در دماغه هواپیما قرار دارد. در سایر هواپیماهای نظامی غربی، مانند لاکهید پی-۳ اوریون و سی-۱۳۰اِچ هرکولس، مهندس پرواز بین خلبان‌ها، کمی عقب‌تر (و در مدل‌های سی-۱۳۰اِی‌اِچ هرکولس، کمی بالاتر از) خلبان‌ها قرار دارند. در ئی-۳ سنتری، لاکهید پی-۳ اوریون و ئی-۶بی مرکوری، مهندس پرواز مسئول راه‌اندازی و خاموش کردن موتورها در شروع و پایان هر پرواز و همچنین در هنگام خاموش شدن موتور در حین پرواز است که برای صرفه‌جویی در مصرف سوخت انجام می‌شود.
در هواپیماهای غیرنظامی، صندلی مهندس پرواز می‌تواند به جلو و عقب حرکت کند و می‌تواند به صورت جانبی ۹۰ درجه بچرخد، که به آن‌ها امکان می‌دهد که رو به جلو باشند و قدرت موتور را تنظیم کنند، سپس به عقب حرکت کرده و به طرفین بچرخند تا پانل سیستم را نظارت و تنظیم کنند. مهندس پرواز متخصص سیستم‌های هواپیما در داخل هواپیما است و مسئول عیب‌یابی و پیشنهاد راه‌حل‌هایی برای شرایط اضطراری در پرواز و شرایط فنی غیرعادی و همچنین محاسبهٔ داده‌های برخاست و فرود است. صندلی مهندس پرواز در هواپیماهای مدرن، دارای دامنه حرکتی کامل (از پهلو به پهلو، جلو به عقب، چرخش، بالا و پایین) است تا موقعیت‌های زیادی را که برای نظارت و کارکرد سیستم‌های هواپیما لازم است، در خود جای دهد.
در طول جنگ جهانی دوم، بسیاری از هواپیماهای بمب‌افکن ایالات متحده، جایگاه مهندس پرواز را در خود جای دادند و مهندس پرواز در مواردی در نقش توپچی نیز ظاهر می‌شد.
مهندس پرواز، در برخی از هواپیماهای تجاری دارای یک مهندس پرواز، پس از کاپیتان و افسر اول، سومین فرمانده در آن هواپیماست.

## مقررات
برخلاف خلبانان تجاری، اداره هوانوردی فدرال سن بازنشستگی اجباری را برای مهندسان پرواز تعیین نکرده‌است.

## حذف

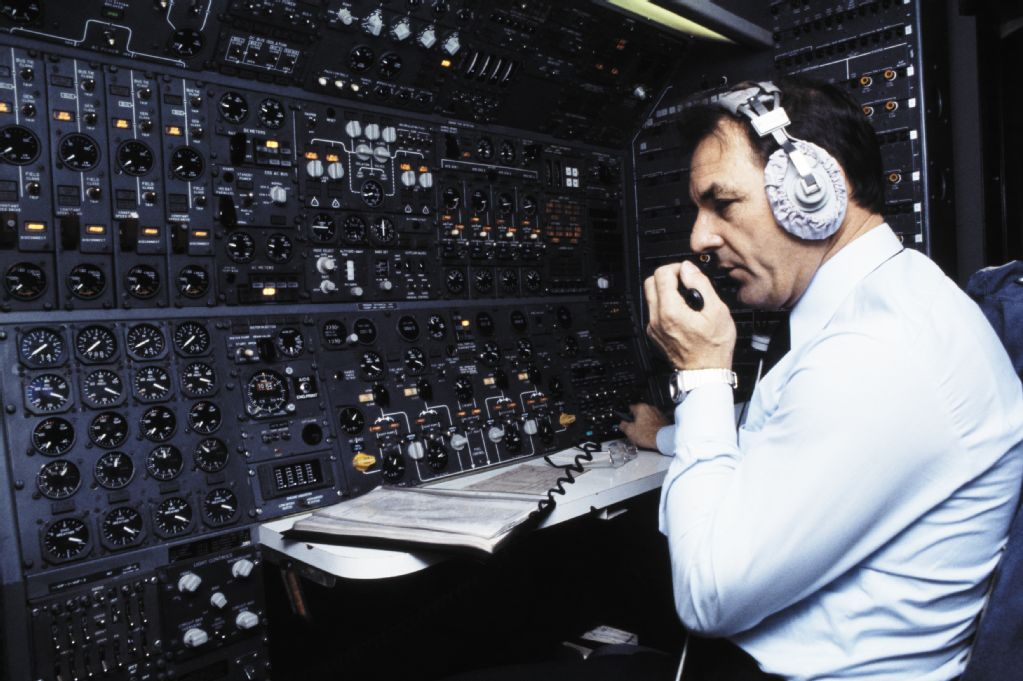
یک مهندس پرواز (FE)

در آغاز دهه ۱۹۸۰، توسعه مدارهای مجتمع قدرتمند و کوچک و پیشرفت‌های دیگر در رایانه و فناوری‌های دیجیتال، نیاز به مهندسان پرواز در هواپیماهای تجاری و بسیاری از هواپیماهای مدرن نظامی را از بین برد.
در هواپیماهای دارای دو خلبان، حسگرها و رایانه‌ها به‌طور خودکار، سیستم‌ها را کنترل و تنظیم می‌کنند. اگر نقص، ناهنجاری یا وضعیت اضطراری رخ دهد، روی صفحه نمایش الکترونیکی نمایش داده می‌شود. در چنین مواقعی یک خلبان، پرواز را انجام می‌دهد و خلبان دیگر، شروع به خواندن و اجرای کتاب راهنمای مرجع سریع (QRH) برای حل مشکل می‌کند. پیشرفت‌های تکنولوژیک مدرن در هواپیماهای امروزی وابستگی به کنترل انسان بر سیستم‌ها را کاهش داده‌است.
جدیدترین هواپیماهای ساخته شدهٔ دارای جایگاه مهندس پرواز، شامل انواع نظامی بوئینگ ۷۰۷ مانند ئی-۳ سنتری و ئی-۶ مرکوری است که هر دو تا سال ۱۹۹۱ ساخته شدند.
آخرین نمونهٔ توپولف-۱۵۴ در سال ۲۰۱۳ و تنها نمونهٔ اسکیلد کامپوزیتس استراتولانچ نیز نخستین بار در سال ۲۰۱۹ پرواز کرد. آخرین شرکت هواپیمایی مسافربری بزرگ ایالات متحده که هواپیماهای دارای مهندسی پرواز را به پرواز درآورد، نورت‌وست ایرلاینز بود که آخرین هواپیماهای بوئینگ ۷۴۷–۲۰۰ خود را از خدمات چارتر در سال ۲۰۰۹ بازنشسته کرد. آخرین شرکت مطرح ترابری هوایی که مهندسان پرواز را استخدام کرد نیز فدکس اکسپرس بود که در سال ۲۰۱۳ آخرین هواپیمای بوئینگ ۷۲۷ خود را بازنشسته کرد.